# Pimpinella alismatifolia
Pimpinella alismatifolia är en flockblommig växtart som beskrevs av C.C.Towns. Pimpinella alismatifolia ingår i släktet bockrötter, och familjen flockblommiga växter. Inga underarter finns listade i Catalogue of Life.